# Toshihiko Seki
Toshihiko Seki (関 俊彦?, Seki Toshihiko; Tochigi, 11 giugno 1962) è un doppiatore giapponese.
Fa parte dell'81 Produce. A causa della somiglianza dei nomi, può essere confuso con il suo collega Tomokazu Seki.
È un doppiatore molto conosciuto in madrepatria, anche attore di numerosi live action. Con un totale di 215 ruoli, è uno dei seiyu più prolifici, dopo Takehito Koyasu, Megumi Hayashibara, Shin'ichirō Miki e Tomomichi Nishimura.

## Doppiaggio

### Anime
Ruoli più importanti:
- Ace Attorney (Luke Atmey)
- Akai Koudan Zillion (J.J.)
- Angelique (Luva)
- Alexander (Alessandro Magno)
- Baby Feriko Chitcha na Nakama (Felix)
- Bastard!! (Lord Kall-Su)
- Bleach (Kaien Shiba, Aaroniero Arruruerie)
- Bomberman B-Daman Bakugaiden (Kurobon)
- Bomberman B-Daman Bakugaiden Victory (Kurobon)
- Boruto (Iruka Umino)
- Cross Ange (Embryo)
- Demon Slayer - Kimetsu no yaiba (Muzan Kibutsuji)
- Final Fantasy: Unlimited (Cid)
- Fullmetal Alchemist (Vercio)
- Gundam Wing (Duo Maxwell)
- Gunslinger Girl (Nino)
- Higurashi no Naku Koro ni (Irie Kyousuke)
- Hunter × Hunter (serie animata 2011) (Wing)
- I Can Hear the Sea (Yutaka Matsuno)
- I Cavalieri dello zodiaco (Luxor)
- Idol tenshi yōkoso Yōko (Ryo Hayami)
- La leggenda di Zorro (Zorro/Don Diego de la Vega)
- Zatch Bell! (Apollo)
- Katanagatari (Umigame Maniwa)
- Ken il guerriero - La leggenda di Raoul il dominatore del cielo (Souther)
- Kill la Kill (Senketsu)
- Kousetsu Hyaku Monogatari (Momosuke)
- MÄR (Danna)
- Meine Liebe (Ludwig)
- Mirage of Blaze (Takaya Ohgi)
- Mobile Suit Gundam SEED (Rau Le Creuset)
- Mobile Suit Gundam SEED Destiny (Rau Le Creuset, Rey Za Burrel)
- My-HiME (Kanzaki Reito)
- My-Otome (Rado)
- Nintama Rantarō (Doi-sensei)
- Nagasarete Airantō (Kiyomasa e Benyasha)
- Naruto (Iruka Umino)
- Naruto: Shippuden (Iruka Umino)
- New Panty & Stocking with Garterbelt (Ramy)
- One Piece (Duval)
- Onimusha (Kojiro Sasaki)
- Outlaw Star (Fred Luo)
- Paranoia Agent (Mitsuhiro Maniwa)
- Pluto (Pluto/Sahad)
- Salvate la mia terra (Mikuro Yakushimaru)
- Keroro (Urere)
- RahXephon (Makoto Isshiki)
- Ranma ½ (Mousse)
- Rave - The Groove Adventure (Shuda)
- Rurouni Kenshin (serie 2023) (Narratore)
- Saiyuki (Genjo Sanzo)
- Saiunkoku Monogatari (Riou Hyou)
- Samurai Deeper Kyo (Benitora)
- Spider Riders (Bagus)
- Tenkū Senki Shurato (Shurato)
- Toaru Majutsu no Index (Aleister Crowley)
- Trigun (Legato Bluesummers)
- Twilight of the Dark Master (Tsunami Shijo)
- YAWARA! (Matsuda)
- Yu-Gi-Oh! 5D's (Professor Frank)

### OAV
- Ai no Kusabi (Riki)
- Blue Submarine no. 6 (Katsuma Nonaka)
- Dogs: Bullets & Carnage (Sacerdote)
- Dragon Century (Carmine)
- Future GPX Cyber Formula (Bleed Kaga)
- Gakuen Tokusou Hikaruon (Hikaru Shihodo)
- Genocyber (Sakomizu)
- Here is Greenwood (Shinobu Tezuka)
- Mobile Suit Gundam: The Origin (Char Aznable (reale))
- Salvate la mia terra (Mikuro)
- I Cavalieri dello zodiaco - Saint Seiya - Hades (Milo di Scorpio)
- Saint Seiya: The Lost Canvas (Sage)
- Violinist of Hamelin the Movie (Raiel)
- Zeorymer (Masato Akitsu)

### Live Action
- Kamen Rider Den-O (Momotaros)

### Videogiochi
- Bayonetta 3 (Singularity, Sigurd)
- Bayonetta Origins: Cereza and the Lost Demon (Singularity)
- Bleach: Brave Souls (Kaien Shiba)
- Bleach: Rebirth of Souls (Kaien Shiba)
- Castlevania: Order of Ecclesia (Albus)
- Castlevania: Grimoire of Souls (Albus)
- Dark Sector (Hayden)
- Demon Slayer -Kimetsu no Yaiba- The Hinokami Chronicles (Muzan Kibutsuji)
- Demon Slayer -Kimetsu no Yaiba- Sweep the Board! (Muzan Kibutsuji)
- Dengeki Academy RPG: Cross of Venus (Aleister Crowley)
- Digimon World Data Squad (Lucemon Falldown Mode, Lucemon Shadowlord Mode)
- Disgaea RPG (Croix Raoul)
- Dissidia Final Fantasy (Guerriero della Luce)
- Dissidia 012 Final Fantasy (Guerriero della Luce)
- Dissidia Final Fantasy NT (Guerriero della Luce)
- Dissidia Final Fantasy: Opera Omnia (Guerriero della Luce)
- Dynasty Warriors: Gundam 3 (Duo Maxwell)
- Eternal Poison (Duphaston)
- Everybody's Golf: World Tour (LJ)
- Fate/Grand Order (Avenger/Antonio Salieri)
- Genshin Impact (Il Dottore)
- Higurashi: When They Cry (Kyosuke Irie)
- Hunter × Hunter: Wonder Adventure (Wing)
- Hunter × Hunter: Nen × Impact (Wing)
- I Cavalieri dello zodiaco - Il Santuario (Milo di Scorpio)
- I Cavalieri dello zodiaco - Hades (Milo di Scorpio)
- I Cavalieri dello zodiaco - Cronache di guerra (Milo di Scorpio)
- Kill la Kill: IF (Senketsu)
- La Pucelle: Tactics (Croix Raoul)
- Legends of the Dark King (Souther)
- Mega Man Network Transmission (Professor)
- Mobile Suit Gundam SEED: Alliance vs. Z.A.F.T. (Rau Le Creuset, Rey Za Burrel)
- Mobile Suit Gundam SEED Battle Destiny (Rau Le Creuset, Rey Za Burrel)
- Naruto: Clash of Ninja (Iruka Umino)
- Naruto: Ninja Council (Iruka Umino)
- Naruto: Ultimate Ninja (Iruka Umino)
- Naruto: Clash of Ninja 2 (Iruka Umino)
- Naruto: Path of the Ninja (Iruka Umino)
- Naruto: Ultimate Ninja 2 (Iruka Umino)
- Naruto: Gekitou Ninja Taisen! 3 (Iruka Umino)
- Naruto: Uzumaki Chronicles (Iruka Umino)
- Naruto: Gekitou Ninja Taisen! 4 (Iruka Umino)
- Naruto: Ultimate Ninja 3 (Iruka Umino)
- Naruto: Ultimate Ninja Heroes 2: The Phantom Fortress (Iruka Umino)
- Naruto Shippuden: Gekitou Ninja Taisen! EX (Iruka Umino)
- Naruto Shippuden: Ultimate Ninja 4 (Iruka Umino)
- Naruto Shippuden: Gekitou Ninja Taisen! EX 2 (Iruka Umino)
- Naruto Shippuden: Gekitou Ninja Taisen! EX 3 (Iruka Umino)
- Naruto: Ultimate Ninja Storm (Iruka Umino)
- Naruto Shippuden: Legends: Akatsuki Rising (Iruka Umino)
- Naruto Shippuden: Kizuna Drive (Iruka Umino)
- Naruto Shippuden: Ultimate Ninja Storm 2 (Iruka Umino)
- Naruto Shippuden: Gekitou Ninja Taisen! EX Special (Iruka Umino)
- Naruto Shippuden: Ultimate Ninja Impact (Iruka Umino)
- Naruto Shippuden: Ultimate Ninja Storm Generations (Iruka Umino)
- Naruto Shippuden: Ultimate Ninja Storm 3 (Iruka Umino)
- Naruto Shippuden: Ultimate Ninja Storm Revolution (Iruka Umino)
- Naruto Shippuden: Ultimate Ninja Storm 4 (Iruka Umino)
- Naruto x Boruto Ultimate Ninja Storm Connections (Iruka Umino)
- Persona 5 Tactica (Salmael)
- Project X Zone (Kogoro Tenzai)
- Resident Evil Zero HD Remaster (William Birkin)
- Resident Evil 2 (videogioco 2019) (William Birkin)
- Saint Seiya: Brave Soldiers (Milo di Scorpio)
- Saint Seiya: Soldiers' Soul (Milo di Scorpio, Luxor)
- Saint Seiya: Rising Cosmo (Milo di Scorpio)
- Sakura Wars 2: Thou Shalt Not Die (Kasha)
- Shining Force Feather (Zekuu)
- Shining Force Cross (Chronos)
- Stranger of Paradise: Final Fantasy Origin (Guerriero della Luce)
- Super Monkey Ball Banana Mania (Doctor, Jet)
- Super Robot Wars Alpha (Duo Maxwell)
- Super Robot Wars Alpha Gaiden (Duo Maxwell)
- Super Robot Wars Alpha 2 (Duo Maxwell)
- Super Robot Wars Alpha 3 (Duo Maxwell, Rau Le Creuset)
- Super Robot Wars A Portable (Duo Maxwell)
- Super Robot Wars Z (Rey Za Burrel)
- Super Robot Wars Z2: Destruction Chapter (Duo Maxwell)
- Super Robot Wars Z2: Rebirth Chapter (Duo Maxwell)
- Super Robot Wars Z3: Hell Chapter (Duo Maxwell)
- Super Robot Wars Z3: Heaven Chapter (Duo Maxwell, Rey Za Burrel)
- Super Robot Wars V (Embryo)
- Super Robot Wars X (Duo Maxwell, Embryo)
- Super Robot Wars T (Tetsuya Tsurugi)
- Super Robot Wars 30 (Tetsuya Tsurugi)
- Tales of Destiny 2 (Loni Dunamis)
- The Evil Within (Ruvik)
- Thousand Arms (Jyabil)
- Valkyria Revolution (Gustav Mecklenburg)
- Virtua Fighter 4 Evolution (Goh Hinogami)
- Virtua Fighter 5 (Goh Hinogami)
- White Knight Chronicles II (Nanazel)
- World of Final Fantasy (Guerriero della Luce)
- Xenoblade Chronicles X (Voce avatar maschile)